# Enrique de Argáez
Enrique de Argáez Lozano (Bogotá, 5 de septiembre de 1858-Bogotá, 1937) fue un político e historiador colombiano, que se desempeñó como Ministro de Relaciones Exteriores de ese país.

## Reseña biográfica
No se conoce mucho de su vida. Era hermano del periodista Jerónimo Argáez, fundador de la prensa moderna en Colombia. Cabe anotar que Enrique fue el único de sus hermanos que usó la partícula "de". Nació en Bogotá en 1858, cuando su padre, Ramón Argáez Rodríguez, se desempañaba como congresista. Estudió Medicina en París, graduándose de médico con tesis laureada, si bien nunca llegó a ejercer su profesión.
Durante toda su vida se dedicó al estudio de la historia de Colombia, así como al estudio de su geografía. Ocupó varios cargos públicos y diplomáticos, entre ellos el de cónsul en Francia, Alemania y España. Durante el Gobierno de Rafael Reyes se desempeñó como Subsecretario del Ministerio de Relaciones Exteriores, llegando a ser Ministro de Relaciones Exteriores de Colombia en 1909, ya sobre el final del gobierno de Reyes, cuando el titular Guillermo Camacho renunció al cargo. Argáez ejerció el cargo hasta la caída de Reyes. También volvió a ocupar el mismo cargo durante la administración de Ramón González Valencia.
Fue condecorado con la Legión de Honor y fue Caballero de la Orden de Carlos III. Miembro de la Sociedad Geográfica de Colombia, falleció en Bogotá en 1937.